# Margarita Luti
Pour les articles homonymes, voir Luti.

La donna velata (c. 1516); la perle (Latin: marguerite) ornant ses cheveux peut-être une allusion au nom de la maîtresse et modèle de Raphaël ; hauteur 82 cm, largeur 60.5 cm; au Palazzo Pitti à Florence,,

Margarita Luti (également Margherita Luti ou La Fornarina, « la fille du boulanger ») a été la maîtresse et le modèle de Raphaël. L'histoire de leur amour est devenu « l'archétype de la relation artiste-modèle dans la tradition occidentale » mais sa vie est peu connue. Sur elle, Flaubert a écrit, dans son Dictionnaire des idées reçues,  « Fornarina. Elle était une belle femme ; inutile d'en savoir plus long ».

## Vie
Selon Vasari, Raphaël était « un homme très amoureux et affectueux envers les dames »,. Il est dit avoir peint des portraits de sa maîtresse et d’avoir fait du graveur il Baviera son page. Lorsqu'il est commissionné par Agostino Chigi pour décorer la villa Farnesina, il est incapable de se consacrer correctement à son travail jusqu'à ce qu'elle soit autorisée à le rejoindre. Toujours selon Vasari, c'est son indulgence immodérée pour les « plaisirs amoureux » qui, un jour, poussé à l'excès aurait entraîné la mort de l'artiste à un jeune âge en 1520. Bien qu'au Panthéon, il gît auprès de sa fiancée Maria, la fille de son patron Bernardo Dovizi, Raphaël a longtemps retardé son mariage ; sur son lit de mort, il a renvoyé sa maîtresse « avec les moyens d'avoir une vie honnête ».
Margarita est mentionnée par Vasari deux fois au XVIe siècle, dans les marginalia de la seconde édition des Vies des meilleurs peintres, sculpteurs et architectes à côté du passage sur La donna velata « portrait de Margarita, la maîtresse de Raphaël... Margarita »,. Au milieu du XVIIIe siècle, elle est surnommée La Fornarina. Dans une lettre de 1806, Melchior Missirini raconte l'histoire de leur première rencontre, comment Raphaël est tombé amoureux en la regardant se laver les pieds dans le Tibre dans le jardin à côté de sa maison, dans le quartier de Trastevere, seulement pour découvrir que « son esprit était aussi beau que son corps ». En 1897, un document est découvert en indiquant que Margherita était la fille veuve de Francesco Luti de Sienne, qui se retire au couvent de Santa Apollonia quatre mois après la mort de Raphaël. Une petite résidence dans la Via di Santa Dorotea est identifiée comme son ancienne maison, un des trois sites examiné par Lanciani,.

## Art

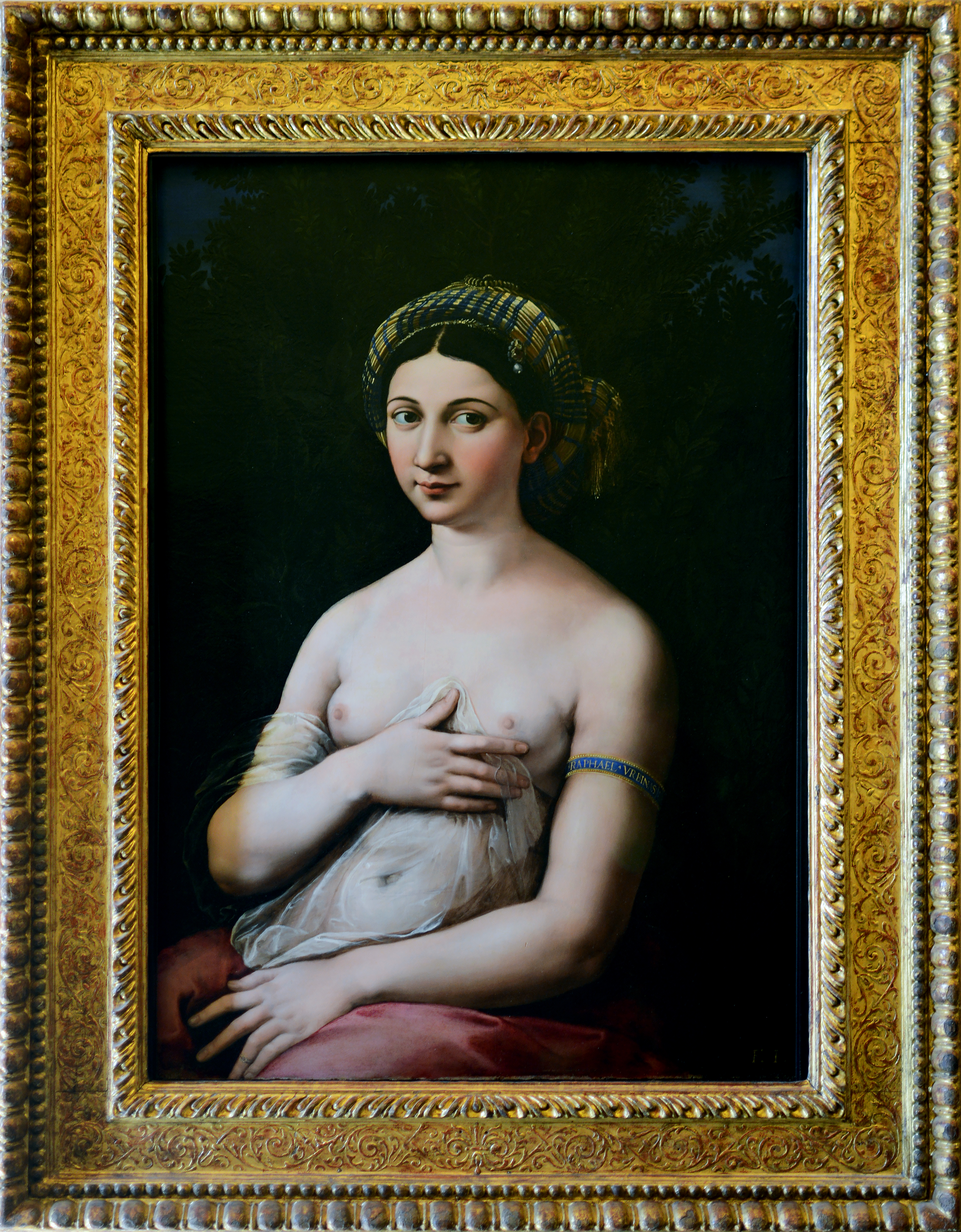
La Fornarina

Deux portraits de Raphaël sont identifiés comme ceux de Margarita, La Fornarina, où elle est nue jusqu'à la taille, et un peu plus sage, La donna velata,. Le premier a été l'objet de plusieurs témoignages d'époque avant d'être découvert dans un inventaire de la collection Barberini en 1642. Les rayons X lors des travaux de restauration fait au début du XXIe siècle, parrainés par Estée Lauder, ont révélé une bague avec un rubis sur le troisième doigt de la main gauche. Elle porte un ruban avec le nom de l'artiste ; l'anneau peut suggérer les fiançailles et la profondeur de leur relation. Il est identifié par Vasari comme un portrait de la maîtresse de Raphaël « qu'il a aimé jusqu'à la mort, et dont il a fait un très beau portrait, qui semble plein d'entrain et de vie,. » Elle a également servi de modèle pour la Vierge et d'autres œuvres religieuses : les traits de son visage ont été retrouvées dans La Vierge à la chaise, dans La Vierge de Foligno, la figure agenouillée de La Transfiguration, dans les Chambres de Raphaël, dans L'Extase de sainte Cécile et dans Le triomphe de Galatée,,. Dans les cinq ou six sonnets attribués au peintre, le thème de l'amour est très important ; dans l'un, peut-être apocryphe, il est joint un dessin parfois identifié comme étant La Fornarina.
En outre, dans ses dernières années, Raphaël est l'un des seuls artistes italiens à ne dessiner que des figures féminines à partir de modèles féminins plutôt que l'habituel garzoni ou de jeunes assistants, et Luti est probablement le modèle de centaines de dessins qui lui ont survécu.
Anthony Blunt pense que Vasari a créé la légende de Raphaël. Le « mythe Raphaël-Fornarina » a été entièrement repensé depuis « pour s'adapter aux attentes des générations contemporaines ». Dans La Vie de Raphaël de Comolli en 1790, elle est tenue pour responsable de sa mort. Dans Splendeurs et misères des courtisanes de Balzac, elle est la femme fatale ou belle juive. Dans le roman, Raphaël et la Fornarina de Joseph Méry (1854), Raphaël se plaint au pape de l'absence de modèles féminins blond à Rome. Pour Baudelaire, elle avait « les affections d'une courtisane ». Byron, frappé par La donna velata à Florence, habille sa maîtresse vénitienne Margherita Cogni comme La Fornarina. Caroline Norton a écrit un sonnet dans lequel Raphaël dit au pape Léon X qu'elle est ses yeux. Nabokov suggère qu'il eut une querelle entre Raphaël et Sebastiano del Piombo pour l'affection de Margarita, peut-être inspiré par la ressemblance entre La Fornarina et Le Portrait d'une femme.
En 1820, pour le trois-centième anniversaire de la mort de Raphaël, Turner présente une peinture de Raphaël avec La Fornarina au travail à la villa Farnesina,. Un pastel par Achille Devéria montre Raphaël peignant pendant qu'elle se prélasse sur leur lit. Un dessin de Fulchran-Jean Harriet montre l'artiste mourant dans ses bras. Ingres peint cinq versions de leur amour, Raphaël à la Farnesina avec la Fornarina, s'identifiant à l'artiste de la Renaissance,,. Raffaelle and the Fornarina de Callcott est inspiré d'une manière noire du même nom par John Sartain. Parmi les dessins de Dante Gabriel Rossetti, fondateur du préraphaélisme, on trouve Quartier Latin, the Modern Raphael and his Fornarina,. Picasso inclut une série d'images explicites de Raphaël et Luti dans ses 347 Suite, en hommage à Ingres,,. Dans le film de 1944 de Enrico Guazzoni, La fornarina, Margarita est jouée par Lida Baarova, la maîtresse de Goebbels. Margarita est le centre du premier épisode des Héroïnes du mal (1979) de Walerian Borowczyk. L'opéra comique de Carl Zeller, Die Fornarina se joue pour la première fois en 1879. Dans l'opéra Raphael d'Arensky (1894), leur passion est sublimé dans un duo. En tant que la Fornarina, elle a un cultivar de rose nommé d'après elle depuis 1862.